# Momona Kito
Momona Kitō (鬼頭 桃菜, Kitō Momona) née le 16 août 1993 à Nagoya (Japon), est une actrice, chanteuse, et idole japonaise.

## Biographie
Momona a fait ses débuts en tant que membre de SKE48 de 2009 à 2014. Elle est entrée dans l'industrie pour adultes en 2015 sous le label Muteki,. Elle est devenue l'une des idoles plus populaires et elle a remporté prix Adult Broadcasting Awards en 2016.